# Арзамас II
Арзама́с II — узловая железнодорожная станция Горьковской железной дороги, расположена в городе Арзамасе Нижегородской области. Один из двух железнодорожных вокзалов города.

## История
Участок железной дороги Москва — Арзамас был построен в 1911—1912 годах, а первые пассажиры на вокзале станции Арзамас II появились 1 октября 1919 года.
До 1936 года станция входила в состав Московско-Казанской железной дороги, с 1936 по 1961 годы — в состав Сергачского отделения Казанской железной дороги.
Две платформы: первая низкая и вторая низкая соединены пешеходным тоннелем. Второй железнодорожный вокзал в городе Арзамас: станция Арзамас I обслуживает поезда направления Север — Юг. Комплексный контроль за техническим состоянием железнодорожных путей осуществляет Арзамасская дистанция пути (ПЧ-16).

## Пассажирское движение
Расстояние 412 км от Москвы-Пассажирской-Казанской. Через станцию проходят пассажирские поезда на Казань, Екатеринбург, Тюмень, Санкт-Петербург, Москву, Нижний Новгород, Новосибирск и другие города. 
Пригородные электропоезда регулярно отправляются до станций Нижний Новгород, Арзамас-1, Муром I.
| перевозчик                                      | дистанция                               | расписание |
| ----------------------------------------------- | --------------------------------------- | ---------- |
| Федеральная пассажирская компания               | Дальнее следование                      | Яндекс     |
| ТрансКлассСервис                                | Дальнее следование                      | Яндекс     |
| Волго-Вятская пригородная пассажирская компания | Межрегиональное и пригородное сообщение | Яндекс     |

## Коммерческие операции, выполняемые на станции
- Прием и выдача мелких отправок грузов, требующих хранения в крытых складах станций.
- Прием и выдача грузов повагонными и мелкими отправками, загружаемых целыми вагонами, только на подъездных путях и местах необщего пользования.
- Прием и выдача грузов в универсальных контейнерах массой брутто 3,3 (5) и 5,5 (6) т на станциях.
- Прием и выдача грузов в универсальных контейнерах массой брутто 20 и 24 т на станциях.
- Прием и выдача мелких отправок грузов, допускаемых к хранению на открытых площадках станций.
- Продажа билетов на все пассажирские поезда. Прием и выдача багажа[5].